# Razdólnoie (Krasnoiarsk)
Razdólnoie - Раздольное (rus) - és un poble (un possiólok) del krai de Krasnoiarsk, a Rússia, segons el cens del 2010 tenia 521 habitants. Pertany al districte municipal de Bolxaia Murtà.